# Hoplitis karikalensis
Hoplitis karikalensis là một loài Hymenoptera trong họ Megachilidae. Loài này được Peters mô tả khoa học năm 1972.